# Кассий Север
Ка́ссий Севе́р (лат. Cassius Severus; умер в 32 году, Серифос, провинция Ахайя, Римская империя) — древнеримский писатель и выдающийся оратор эпохи правления императора Августа.

## Биография
О Кассии известно лишь, что он являлся человеком низкого происхождения и безнравственной жизни, прославившемся, тем не менее, как адвокат. Вся его деятельность проникнута озлоблением против императорского режима. В своих речах он преследовал злобными сарказмами высокопоставленных мужчин и женщин, особенно из круга Августа, чем навлёк на себя обвинение в оскорблении величества. Решением сената сочинения Кассия были уничтожены, а сам он был сослан (вероятно, в 8 году) на Крит.
Это не успокоило Кассия, в связи с чем правительство конфисковало в 24 году его состояние и перевело его на маленький островок Сериф, где он и умер в 32 году в крайней бедности.
Возможно, какие-то родственные связи имелись между судебным оратором и неким Гаем Кассием, сыном Гая, Севером, чьё имя фигурирует в одной надписи, обнаруженной в Отриколи, Умбрия.

## Отзывы современников
До наших дней отрывков речей Кассия Севера дошло крайне мало, но сохранилось много сведений о нём у античных писателей, особенно у Сенеки Старшего. По свидетельству Корнелия Тацита, некоторые считали Кассия основателем новой эпохи красноречия. По-видимому, нововведения Кассия состояли в том, что он не придерживался заранее определённого плана для построения речей и вводил в них сильный натуралистический элемент. Отрывки речей Кассия собраны у Meyer’a, «Oratorum Romanorum fragmenta».

## Примечание
1. ↑  Corpus Inscriptionum Latinarum 11, 4112.